# Yankuba Sima
Yankuba Sima Fatty (Gerona, 28 luglio 1996) è un cestista spagnolo con cittadinanza gambiana.

## Palmarès
- Liga catalana: 1

Manresa: 2021
- Copa del Rey: 2

Málaga: 2023, 2025
- Supercoppa spagnola: 1

Málaga: 2024
- Basketball Champions League: 2

Málaga: 2023-2024, 2024-2025
- Coppa Intercontinentale: 1

Málaga: 2024